# Eurocrem

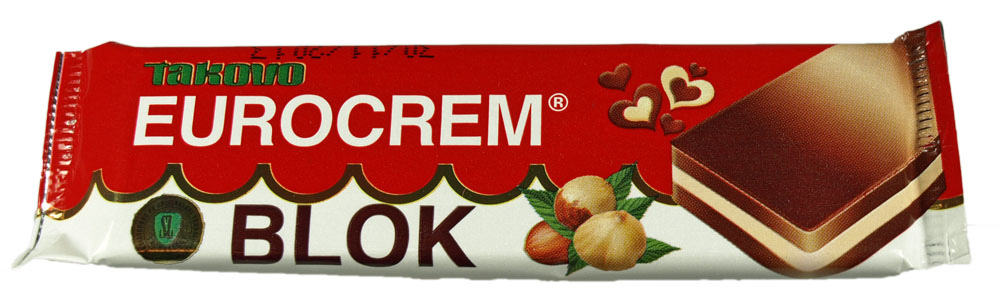
Eurocem Blok (2013)

Eurocrem (celým názvem Eurocrem Takovo) je dvoubarevná oříškovo-vanilková sladká čokoládová pomazánka, kterou vyrábí společnost Swisslion Takovo ve městě Gornji Milanovac v centrálním Srbsku a v Trebinji v Bosně a Hercegovině.
Společnost Takovo pořídila v závěru 60. let 20. století licenci na výrobu eurokrému z Itálie (společnost A. Gandola & C. Spa). Výrobek se stal v SFRJ značně populární a jeden ze symbolů země v 70. a 80. letech. Značnou popularitu měl i mezi branci JNA.